# Lew Potiechin
Lew Aleksandrowicz Potiechin (ros. Лев Александрович Потехин; ur. 1909, zm. 1984) – radziecki tancerz, baletmistrz, Zasłużony Działacz Sztuk Rosyjskiej Federacyjnej Socjalistycznej Republiki Radzieckiej.

## Życiorys
W 1928 ukończył Moskiewską Szkołę Choreografii, w latach 1928–1949 tańczył w Teatrze Bolszoj w Moskwie, był wykonawcą partii charakterystycznych. 
W latach 1949–1984 był pedagogiem-repetytorem Teatru Bolszoj.

## Nagrody i odznaczenia
- Zasłużony Działacz Sztuk Rosyjskiej Federacyjnej Socjalistycznej Republiki Radzieckiej (1966)[1] .